# Vésicule golgienne
Cet article court présente un sujet plus développé dans : Appareil de Golgi.
Les vésicules golgiennes sont des organites transportant les produits (glycoprotéines), synthétisées dans le réticulum endoplasmique granuleux d'une cellule vers l'appareil de Golgi de celle-ci.
Au sein d'un dictyosome, les vésicules golgiennes permettent le transit des produits d'un saccule à un autre, de la face cis vers la face trans.
|  | 1. Noyau (enveloppe nucléaire) 2. Pore nucléaire. 3. Reticulum endoplasmique granuleux (REG). 4. Reticulum endoplasmique lisse (REL). 5. Ribosome sur le REG. 6. Proteines transportées. 7. Vésicule golgienne. 8. Appareil de Golgi. 9. Face cis de l'appareil de Golgi. 10. Face trans de l'appareil de Golgi. 11. Saccules membranaires d'un dictyosome. |